# Psorochroa
Psorochroa is een geslacht van kevers uit de familie  
kniptorren (Elateridae).
Het geslacht is voor het eerst wetenschappelijk beschreven in 1883 door Broun.

## Soorten
Het geslacht omvat de volgende soorten:
- Psorochroa granulata Broun, 1883
- Psorochroa rotundicollis (Schwarz, 1901)
- Psorochroa schauinslandi (Schwarz, 1901)